# 東福寺 (草加市)
東福寺（とうふくじ）は、埼玉県草加市にある真言宗智山派の寺院。草加八景の一つになっている。

## 歴史
1606年（慶長11年）に大川図書が創建、僧・賢宥が開山したという。図書は当時湿地帯だった当地に茅などを刈って束にし、それを湿地に埋めることで道を作った。江戸幕府第2代将軍徳川秀忠は鷹狩で立ち寄り、この道は草のおかげであるから、この地域を「草加」と命名した。これが「草加」という地名の由来となったという。その後、図書は草加宿の建設に着手、草加宿の住人の菩提寺として創建したのが当寺の起源である。
大川図書は草加宿建設の功により、苗字帯刀が許され、子々孫々草加宿の要職に就く権利が与えられた。墓地には、図書を始めとする大川一族の墓がある。他にも落語家の石井宗叔の墓もある。
本堂は1824年（文政7年）に再建された建物で、1899年（明治32年）に藁葺を瓦葺とし、1993年（平成5年）年に大規模な改修が行われた。
また、鐘楼は1862年（文久2年）造立の刻銘がある基壇の上に建てられている。

## 文化財
- 東福寺鐘楼（草加市指定有形文化財 昭和55年3月22日指定）[3]
- 十三仏板碑（草加市指定有形文化財 昭和55年3月22日指定）[4]
- 東福寺本堂内外陣境彫刻欄間（草加市指定有形文化財 昭和57年2月22日指定）[5]
- 東福寺山門（草加市指定有形文化財 昭和57年2月22日指定）[6]

## 交通アクセス
- 草加駅より徒歩7分。